# 전자출결시스템
전자출결시스템(Electronic attendance-absence recording systems)이란 오프라인의 강의실 수업방시에 있어 혼합학습을 위한 강의 지원 시스템 중 하나로, 많은 수강인원이 참석하는 수업에서 기존의 호명식 출결처리 대신 지문 또는 RFID, 블루투스를 장착한 학생증을 이용하여 신속하고 정확하게 출결처리를 하는 최적의 시스템이다. 주요기능으로 강의시간 설정, 과목별 출석현황과 학생출석상태를 확인할 수 있는 전자출석부, 출석기록조회, 출석통계를 이용한 다양한 분석, 학사성적연계 등이 있다. 기대효과로는 출결시스템과 학사시스템의 통합으로 대학교 학사시스템 통합관리, 정확한 출결관리를 통한 학생들의 수업참여도 향상, 대리출석 방지를 통한 학생들의 불만 최소화, 신속한 출결처리로 강의시간 확보, 대단위 강의실 출결 자동체크, 학생출결관리에 소모되는 인력감축, 학교 이미지 향상 등이 있다. 시스템의 구성은 전자출결서버를 중심으로 출결단말기, 출석대상, 학사운영시스템을 동기화하여, 웹을 통해 실시간 출결상황을 조회할 수 있도록 되어있다. 최근에는 학생증 단말기 접촉 후 수업을 불참하거나, 한 학생이 여러 학생증을 이용하여 대리출석이 가능한 단점이 있어, RF단말기에 카메라와 위조지문 판별센서를 장착하고, 학생이 강의실을 입·퇴장할 시 RF단말기와 반응하도록 하는 등의 여러 기술이 접목되고 있다.
최근에는 스마트폰을 이용한 온라인 출결 관리 시스템이 등장하여, 기존 출결 시스템의 높은 초기 투자 비용 등의 단점을 해결하였다.